# Ebino
Ebino (jap. えびの市 Ebino-shi) –  miasto w prefekturze Miyazaki, w Japonii, na wyspie Kiusiu.

## Położenie
Miasto leży w zachodniej części prefektury, nad rzeką Sendai. Najwyżej położonym miejscem jest szczyt Karakuni (1 700 m n.p.m.) Ebino graniczy z miastami:
- Kobayashi,
- w prefekturze Kumamoto
  - Hitoyoshi,
- w prefekturze Kagoshima:
  - Kirishima,
  - Okuchi.

## Historia
- Rok 1966: miasteczka: Iino, Kakutō i Masaki utworzyły miasteczko Ebino.
- Miasteczko Ebino otrzymało status miasta 1 grudnia 1970 roku.

## Miasta partnerskie
- Stany Zjednoczone: Berton?